# Pico de La Puerta
El Pico de La Puerta (9°07′50″N 70°44′51″O / 9.130543, -70.747418) es un pico de montaña ubicado al sur del Estado Trujillo, Venezuela. A una altitud de 3.536 m s. n. m. el Pico de La Puerta es uno de los picos de montaña más altos de Trujillo y de Venezuela. 

## Ubicación
El Pico de La Puerta se encuentra en el extremo norte del Páramo de Torres. Al oeste bajan los caseríos Los Pozos y El Llano antes de llegar a la comunidad de La Puerta. Su falda produce un valle que es por donde transcurre la carretera Trasandina por Trujillo.